# رالف داین
رالف داین (انگلیسی: Ralph Dain؛ زادهٔ 1862) بازیکن فوتبال اهل بریتانیا است.
از باشگاه‌هایی که در آن بازی کرده‌است می‌توان به باشگاه فوتبال پورت ویل اشاره کرد.